# Národní park Alta Murgia
Národní park Alta Murgia (italsky Parco nazionale dell'Alta Murgia) je jeden z italských národních parků. Leží na jihovýchodě Itálie, v Apulii, v provinciích Bari a Barletta-Andria-Trani. Park má rozlohu 680 km2 a byl založen v roce 2004.
Oblast tvoří zvlněná vápencová plošina s řadou závrtů a dolin místy dosahujících hloubku 70 až 100 m. Významná je místní flora a fauna.